# Boxberg (Eifel)
Boxberg ist eine Ortsgemeinde im Landkreis Vulkaneifel in Rheinland-Pfalz. Sie gehört der Verbandsgemeinde Kelberg an. In Boxberg entspringt die Lieser.

## Geographie
Der Ort liegt im Naturpark Vulkaneifel.
Zu Boxberg gehört auch der Wohnplatz Tannenhof.

## Geschichte
Bis zum Ende des 18. Jahrhunderts gehörte der Ort zum kurtrierischen Amt Daun. Das Kloster Niederehe besaß zu Boxberg Ländereien, die unter französischer Regierung versteigert wurden. Unter preußischer Verwaltung war Boxberg Gemeinde in der Bürgermeisterei Sarmersbach. Im Zuge der Verwaltungsreform 1970 wurde Boxberg der Verbandsgemeinde Kelberg zugeordnet.
Bevölkerungsentwicklung
Die Entwicklung der Einwohnerzahl von Boxberg, die Werte von 1871 bis 1987 beruhen auf Volkszählungen:
| Jahr | Einwohner |
| ---- | --------- |
| 1815 | 136       |
| 1835 | 133       |
| 1871 | 147       |
| 1905 | 124       |
| 1939 | 161       |
| 1950 | 179       |

| Jahr | Einwohner |
| ---- | --------- |
| 1961 | 158       |
| 1970 | 177       |
| 1987 | 201       |
| 2005 | 208       |
| 2011 | 231       |
| 2017 | 222       |

## Religion
Die Bürger von Boxberg sind zu ca. 90 % römisch-katholisch und gehören zur katholischen Pfarrei St. Hubertus Beinhausen mit der Pfarrkirche Hilgerath.

## Politik

### Bürgermeister
Harald Fell ist seit 2014 Ortsbürgermeister von Boxberg.
Fells Vorgänger Werner Lenarz hatte das Amt 25 Jahre ausgeübt.

### Wappen
Das Wappen von Boxberg enthält einen blauen, schrägrechten Wellenbalken in Silber. Oben befindet sich ein rotes Rad und unten ein rotes, schräg aufgerichtetes Schwert.

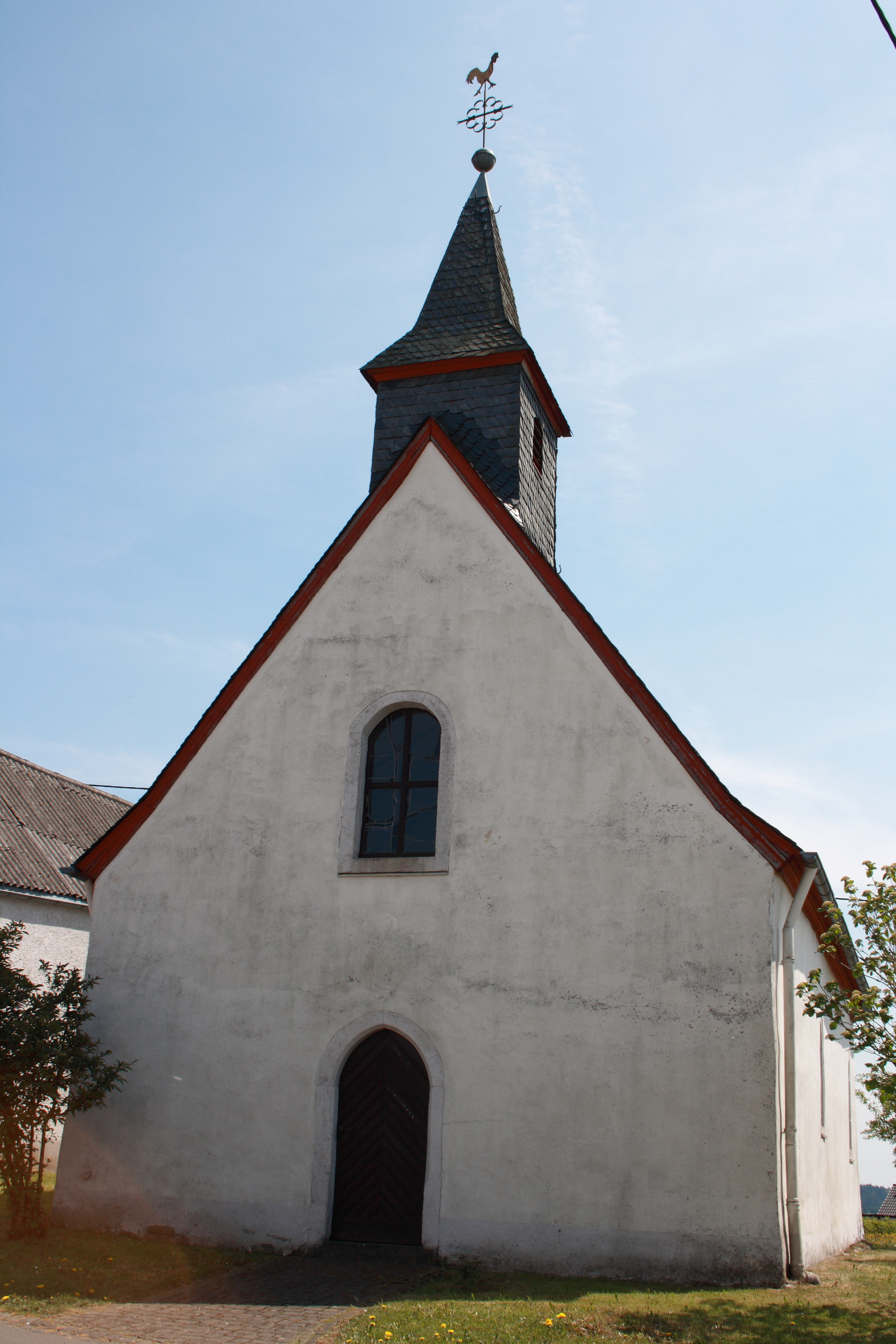
Filialkirche St. Katharina

Der schrägrechte Wellenbalken soll auf die Lieser hinweisen. Das rote Rad im oberen Teil steht für die Patronin der Kapelle des Ortes, die Heilige Katharina von Alexandrien. Das Schwert ist Symbol für die kurtrierische Richtstätte, die früher auf dem heutigen Schillberg stand.

## Öffentlicher Personennahverkehr
Seit dem 8. Dezember 2018 hat die Gemeinde Boxberg erstmals eine gute Anbindung an den Öffentlichen Personennahverkehr. Dies wurde möglich durch das neue ÖPNV Konzept RLP Nord. Nach diesem Konzept werden die ÖPNV Verbindungen sukzessiv im ganzen Norden von Rheinland-Pfalz aufgestockt. Durch die Buslinie 520 wird Boxberg stündlich (samstags und sonntags alle zwei Stunden) mit Neufahrzeugen an die Kreisstadt Daun sowie die Gemeinde Kelberg (mit Zwischenhalten in Neichen, Kradenbach, dem Industriegebiet und dem Stadtteil Rengen) angebunden.
Im Ortskern gibt es die Haltestelle Tannenstraße, welche auch Umsteigepunkt zwischen der Linie 520 von/nach Daun und der RufBus Linie 509 ist.
Zusätzlich werden die umliegenden Gemeinden montags bis sonntags ebenfalls, mindestens alle zwei Stunden an den ÖPNV durch sogenannte RufBusse angebunden.
Die Linie 509 fährt montags bis sonntags zweistündlich von Borler bis nach Kelberg. Unterwegs werden zudem die Orte Bongard, Bodenbach, Gelenberg und Boxberg angefahren. Dabei hat die Linie zwei unterschiedliche Streckenverläufe. Während eine Route von Borler über Bongard und Boxberg nach Kelberg verläuft, verkehren die Busse auf der anderen von Borler über Bodenbach, Gelenberg und Boxberg nach Kelberg.